# Alfred Errera
Alfred Errera (* 24. Juni 1886 in Brüssel; † 18. September 1960 in Uccle/Ukkel) war ein belgischer Mathematiker.

## Leben
Er wurde als Sohn des bedeutenden Botanikers Léo Errera geboren. Errera studierte an der Freien Universität Brüssel, an der er 1921 promoviert wurde (Du coloriage des cartes et de quelques questions d'analysis situs). In seiner Dissertation führte er den Errera-Graphen ein, der ein Gegenbeispiel für das Funktionieren des von Alfred Kempe vorgeschlagenen Verfahrens im Vierfarbenproblem liefert. Nach der Promotion ging er nach Göttingen, wo er bei Edmund Landau arbeitete. Von 1928 bis 1956 war er Professor an der Freien Universität Brüssel.
Er befasste sich mit Topologie, wie der Theorie der Polyeder und dem Jordanschen Kurvensatz. Mit Théophile Lepage hatte er an der Universität Brüssel ein Seminar über Analysis.
Im Ersten Weltkrieg war er an der akustischen Lokalisierung von Artillerie beteiligt und gab darüber 1921 bis 1938 Kurse an der Königlichen Militärschule. Von 1933 bis 1935 war er Präsident der Belgischen Mathematischen Gesellschaft.
Zu seinen Doktoranden gehörte Guy Hirsch.

## Schriften
- Analysis situs: un problème d’enumération, Brüssel, M. Lamertin 1931
- Un problème de géométrie infinitésimale, Brüssel, M. Lamertin 1932